# De Grote Geusplein
De Grote Geusplein is een plein gelegen in de Amsterdamse wijk Geuzenveld. Het plein bevindt zich in het centrum van de wijk vlak bij het Lambertus Zijlplein en het eindpunt van tramlijn 13.
Het plein ligt ten zuiden van de Nicolaas Ruychaverstraat en ten zuidoosten van het nooit gerealiseerde gedeelte van de Troelstralaan waar na afgraving van het ongebruikte dijklichaam woningbouw tot stand kwam.
Het plein zelf kent alleen bebouwing aan de oostzijde. In het midden van het plein bevindt zich een grasveld dat ook door scholen voor sport en spel wordt gebruikt. In tegenstelling tot elders in Geuzenveld is nog steeds de oorspronkelijke bebouwing uit de jaren 1950 aanwezig.    
De naam van het plein is bij een raadsbesluit van 2 november 1955 vastgesteld en vernoemd naar Hendrik van Brederode bijgenaamd De Grote Geus.